# Lekcjonarz 12
Lekcjonarz 12 (według numeracji Gregory-Aland), oznaczany przy pomocy siglum ℓ 12 – rękopis Nowego Testamentu pisany minuskułą na pergaminie w języku greckim z XIII wieku. Służył do czytań liturgicznych. Dawniej był znany jako Codex Regius 310.

## Opis rękopisu
Kodeks zawiera wybór lekcji z Ewangelii do czytań liturgicznych, na 366 pergaminowych kartach (30,5 cm na 23 cm). Część kart kodeksu zaginęła. Lekcje pochodzą z Ewangelii Jana, Mateusza i Łukasza. Stosuje noty muzyczne (neumy).
Tekst rękopisu pisany jest dwoma kolumnami na stronę, 24 linijek w kolumnie.

## Historia
Paleograficznie datowany jest na wiek XIII. Rękopis badał Johann Jakob Wettstein, Scholz, Paulin Martin.
Obecnie przechowywany jest we Francuskiej Bibliotece Narodowej (Gr. 309) w Paryżu.
Rękopis jest cytowany w naukowych wydaniach greckiego Novum Testamentum Nestle-Alanda (UBS3). NA27 nie cytuje go.